# Бляшанконосець (тип кораблів)

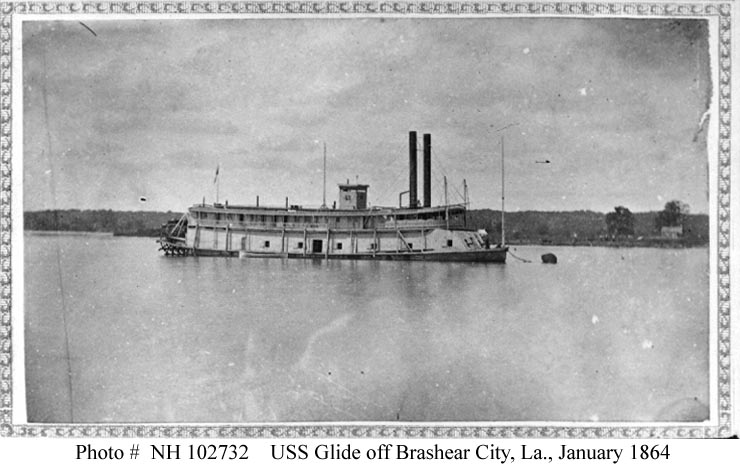
"Бляшанконосець" USS Glide, фотографія зроблена у Луїзіані 29 січня 1864 року

"Бляшанконосці" (англ. tinclads) по аналогії з броненосцями (англ. ironclads) - неформальна назва невеликих імпровізованих річкових канонерських човнів флоту Союзу, які використовувались під час Громадянської війни у США. Ця назва пов'язана з їх легким захистом - плитами броні товщиною від 1/2 до 3/4 дюйма (приблизно 1-2 сантиметри), які захищали парову машину та місток від вогню легкої зброї, який контрастував з потужною бронею більших річкових броненосців. Вони озброювались зазвичай шістьма 24 фунтовими гаубицями, розміщеними на бортах. Флот Союзу придбавав для переоснащення у "бляшанконосці" цивільні річкові судна. 
Потреба Річкової ескадри у невеликих кораблях з малою осадкою посилилась, коли після отримання федеральними силами контролю над Міссісіпі у 1863 році, бойові дії перемістилися на її притоки, які часто були надто мілководними для більших кораблів північан. Водночас, основним противником там були партизанські загони прихильників Конфедерації чи рейдові групи її регулярної армії, які або взагалі не мали артилерії, або лише легкі польові гармати. 
"Бляшанконосці" забезпечували контроль над річковими водними шляхами, навіть за умов,коли конфедерати контролювали береги річок, а також використовувались для перевезення  федеральних військ, забезпечення віддалених гарнізонів аж до кінця бойових дій.

## Дивись також
- бавовноносець
- древоносець